# Breeja Larson
Breeja Larson, född 16 april 1992 i Mesa, Arizona, är en amerikansk simmare. 
Hon var medlem i USA:s OS-lag och ingick i laget 4 x 100 meter medley i de Olympiska sommarspelen 2012. Larson kvalificerade sig till laget genom att vid de amerikanska uttagningstävlingarna vinna 100 meter bröstsim. 
Hon placerade sig på sjätte plats på 100 m bröstsim, individuellt.